# Erloschene Augen. Tragödie eines blinden Kindes
Erloschene Augen ist ein 1917 entstandenes deutsches Stummfilm-Melodram von Josef Stein mit Carola Toelle und Carl de Vogt in den Hauptrollen.

## Handlung
Die junge Maria ist mit dem aufstrebenden Komponisten Richard verlobt, was auf heftige Gegenwehr von dessen Onkel stößt. Der will, um die Eheschließung zu verhindern, Richard ins Ausland schicken. Richard hat nicht den Mut, gegen den Willen des Onkels aufzubegehren. Maria läuft daraufhin weinend durch die Straßen und stößt dabei mit dem Grafen Wartenburg zusammen, der sich ihrer annehmen will und Maria einen großen Blumenstrauß schenkt, der eigentlich für eine andere Dame gedacht war. Dass sein Diener ein kostbares Juwel in den Blumenstrauß als zusätzliches Geschenk für die avisierte Dame drapiert hatte, wusste der Graf jedoch nicht, und so nimmt das Unheil seinen Lauf. Denn Maria verkauft den Blumenstrauß an einen Fremden weiter und wird im Verlauf der Geschichte von der eigentlichen Adressatin des Bouquets der Unterschlagung bezichtigt. Graf Wartenburg, der von all diesen Irrungen und Wirrungen nichts weiß, führt derweil Maria in die Gesellschaft ein und verliebt sich in sie. Doch die andere Frau, die eigentlich die Blumen erhalten sollte, lässt nicht locker und will Maria verhaften lassen. Heldenhaft wirft sich der Adelige in die Bresche und wird dabei schwer verwundet.
Für Maria bewegen sich seitdem die Dinge in immer schrecklichere Bahnen: Ihre schwer kranke Mutter Frau Heilberg stirbt plötzlich, Maria kann Richards Abwenden nicht verkraften und siecht dahin. Ihre kleine Schwester, die erblindete Johanna, irrt, nunmehr heimatlos geworden, allein durch die Straßen, ehe sie in einem Kloster Schutz sucht und auch findet. Graf Wartenburg, von der Wunde, die er sich beim Kampf um Marias Ehre zugezogen hatte, entstellt, hat sich verbittert aus der Öffentlichkeit zurückgezogen. Als er eines Tages Johannas Gesang vernimmt, fühlt er sich, auch durch deren Ähnlichkeit mit Maria, an die entschwundene Frau, der er sein Herz schenken wollte, erinnert. Seine Ex sieht mit Grausen, wie sehr der Graf sein Herz an das Kind zu verlieren droht und wirft aus brennender Eifersucht vor dem Klosteraltar eine Kerze um, um das Leben des blinden Mädchens auszulöschen. Graf Wartenburg rettet die Kleine jedoch und hat nun endlich eine Aufgabe vor sich, der er sich fortan in seinem Leben widmen möchte.

## Produktionsnotizen
Erloschene Augen entstand im Bioscop-Atelier von Potsdam-Neubabelsberg und passierte die Filmzensur im November 1917. Die Uraufführung des Vierakters mit einer Länge von 1752 Metern fand wenig später statt.
Die Filmbauten entwarfen Robert A. Dietrich und Artur Günther.

## Kritiken
In Wiens Neue Kino-Rundschau heißt es: „Carola Toelleist wie geschaffen für die Darstellung der armen Maria. Sie weiß den jugendlichen Übermut des Mädchens wiederzugeben, sie verliert mit der fortschreitenden Handlung die Harmlosigkeit und wird erhaben in dem Leid der Verlassenen und Verfolgten. Das kleine Kind, das die blinde Johanna darstellt, ist eine Künstlerin ersten Grades. Herr Carl de Vogt, der den Grafen Wartenburg mimt, leistet das beste. Die Dekoration ist geschmackvollst.“

## Einzelnachweis
1. ↑  „Erloschene Augen“. In: Neue Kino-Rundschau, 20. Juli 1918, S. 80 (online bei ANNO).